# Jean Chacornac
Jean Chacornat (Lió, 21 de juny de 1823 - Villeurbanne, 23 de setembre de 1873) fou un astrònom francés.
Estudià a l'Observatori de Marsella, on col·laborà amb Benjamin Valz, per a després convertir-se en astrònom assistent a l'Observatori de París. El 1856 publicà un cèlebre Atlas écliptique. Va descobrir sis asteroides i un estel, a més d'estudiar les taques solars.

## Epònims
- L'asteroide (1622) Chacornac
- Un cràter a la Lluna

## Asteroides descoberts
| Asteroide  | Data del descobrimient |
| ---------- | ---------------------- |
| Phocaea    | 6 d'abril de 1853      |
| Polihimnia | 28 d'octubre de 1854   |
| Circe      | 6 d'abril de 1855      |
| Leda       | 12 de gener de 1856    |
| Laetitia   | 8 de febrer de 1856    |
| Elpis      | 12 de setembre de 1860 |